# حیدر الشیبانی
حیدر الشیبانی (انگلیسی: Haidar Al-Shaïbani؛ زادهٔ ۳۱ مارس ۱۹۸۴) بازیکن فوتبال اهل کانادا است.
از باشگاه‌هایی که در آن بازی کرده‌است می‌توان به باشگاه فوتبال نیم المپیک اشاره کرد.
وی همچنین در تیم ملی فوتبال کانادا بازی کرده‌است.